# 王宫剧院

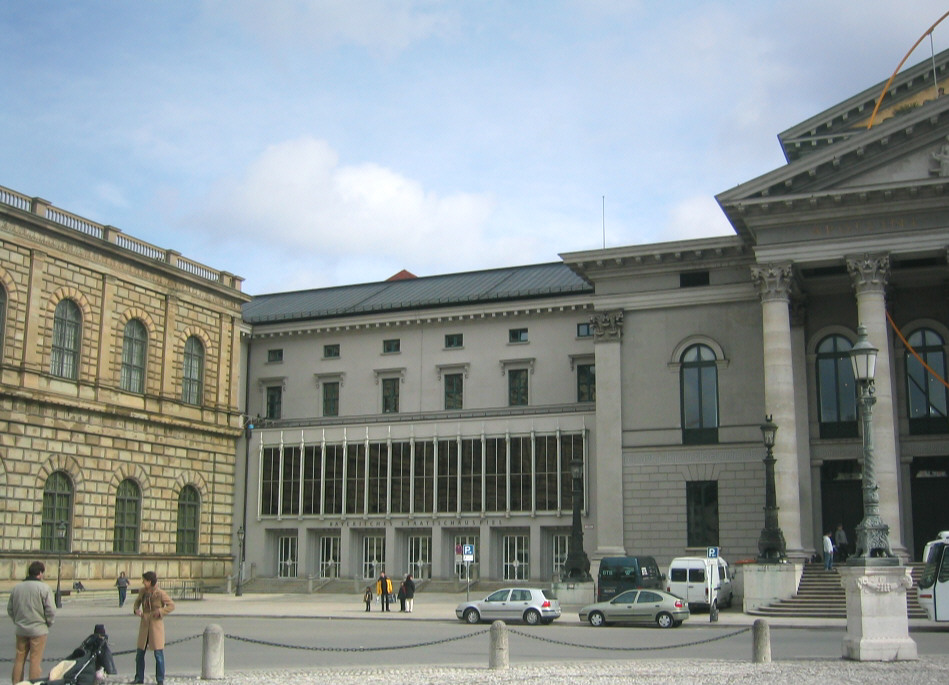

王宫剧院（德语：Residenztheater）或新王宫剧院（Neues Residenztheater）位于慕尼黑的慕尼黑王宫，由卡尔·霍切德尔建于1950年至1951年。1981年亚历山大·冯·布兰卡的翻新工程移除了1950年代初的典型风格的装修。

## 历史
在王宫内演出戏剧的圣乔治大厅发生火灾后，巴伐利亚选帝侯马克西米利安三世于1751年下令，在宫殿外建一座新剧院。这座剧院也在第二次世界大战期间被摧毁，代之以新王宫剧院。旧王宫剧院搬到王宫的一翼，并重新开放为居維利劇院（旧王宫剧院）。
新王宫剧院内设有巴伐利亚州立剧院（Bavarian Staatsschauspiel），世界上最重要的德语剧院之一。